# Гроувс (Техас)
Гроувс (англ. Groves) — місто (англ. city) в США, в окрузі Джефферсон штату Техас. Населення — 17 335 осіб (2020).

## Географія
Гроувс розташований за координатами 29°56′45″ пн. ш. 93°55′0″ зх. д. / 29.94583° пн. ш. 93.91667° зх. д. (29.945971, -93.916656).  За даними Бюро перепису населення США в 2010 році місто мало площу 13,44 км², з яких 13,40 км² — суходіл та 0,04 км² — водойми.

## Демографія
Згідно з переписом 2010 року, у місті мешкали 16 144 особи в 6385 домогосподарствах у складі 4405 родин. Густота населення становила 1202 особи/км².  Було 7037 помешкань (524/км²).
Расовий склад населення:
| - 85,8 % — білих - 4,1 % — чорних або афроамериканців - 3,0 % — азіатів - 0,3 % — корінних американців - 4,8 % — осіб інших рас |

До двох чи більше рас належало 2,0 %. Частка іспаномовних становила 16,3 % від усіх жителів.
За віковим діапазоном населення розподілялося таким чином: 23,4 % — особи молодші 18 років, 61,0 % — особи у віці 18—64 років, 15,6 % — особи у віці 65 років та старші. Медіана віку мешканця становила 38,6 року. На 100 осіб жіночої статі у місті припадало 99,2 чоловіків;  на 100 жінок у віці від 18 років та старших — 96,2 чоловіків також старших 18 років.
Середній дохід на одне домашнє господарство  становив 60 165 доларів США (медіана — 49 500), а середній дохід на одну сім'ю — 65 819 доларів (медіана — 60 961). Медіана доходів становила 51 182 долари для чоловіків та 35 854 долари для жінок. За межею бідності перебувало 13,3 % осіб, у тому числі 17,4 % дітей у віці до 18 років та 8,6 % осіб у віці 65 років та старших.
Цивільне працевлаштоване населення становило 6558 осіб. Основні галузі зайнятості: освіта, охорона здоров'я та соціальна допомога — 18,9 %, виробництво — 14,7 %, будівництво — 11,4 %, науковці, спеціалісти, менеджери — 10,7 %.